# تایپی کووا
تایپی کووا (به اسپانیایی: Taypi Q'awa) یک کوه در پرو است که در Peru, Arequipa Region, La Unión Province, Peru واقع شده‌است. تایپی کووا ۵٬۰۰۰ متر بالاتر از سطح دریا واقع شده‌است.